# Giuseppe in Egitto
Terzo romanzo della tetralogia Giuseppe e i suoi fratelli (titolo originale Joseph und seine Brüder), dello scrittore tedesco Thomas Mann, Giuseppe in Egitto (Joseph in Ägypten), iniziato nel 1932, terminato e pubblicato nel 1936 a Vienna, è ispirato, al noto racconto biblico, limitatamente alla prima parte del soggiorno egiziano del patriarca, Genesi 39,1-20.
Il romanzo, articolato in sette capitoli, narra la vicenda di Giuseppe, ceduto come schiavo dai fratelli a un mercante ismaelita, condotto in Egitto e venduto a Potifar, potente cortigiano di Faraone. Divenuto, per la sua abilità, maggiordomo e amministratore dei suoi beni, Giuseppe subisce la corte serrata di Mut-em-enet, moglie del suo signore. Respinge le insistenze della donna ma viene ingiustamente accusato di aver tentato violenza su di lei e, per questo, cacciato dalla casa e imprigionato.

## Edizioni italiane
- Thomas Mann, Giuseppe in Egitto: romanzo, collana Collana Medusa n.84, traduzione di Gustavo Sacerdote, Milano, Arnoldo Mondadori Editore, 1937.
- Fabrizio Cambi (a cura di), Giuseppe e i suoi fratelli, collana Collezione I Meridiani, traduzione di Bruno Arzeni, versione riveduta da Elena Broseghini, Milano, Mondadori, 2000. - Collana i Meridiani. Paperback, Mondadori, 2015, ISBN 978-88-046-4943-4; Collana Oscar Moderni Baobab, Mondadori, 2021, ISBN 978-88-047-3992-0.